# 19602 Austinminor
19602 Austinminor este un asteroid din centura principală de asteroizi.

## Descriere
19602 Austinminor este un asteroid din centura principală de asteroizi. A fost descoperit pe 14 iulie 1999 la Socorro, New Mexico, în cadrul proiectului LINEAR. Asteroidul prezintă o orbită caracterizată de o semiaxă mare de 2,46 ua, o excentricitate de 0,10 și o înclinație de 2,5° în raport cu ecliptica.